# Sant Llorenç de Fontcalçada
Sant Llorenç de Fontcalçada és una església del municipi de Sant Cugat del Vallès (Vallès Occidental) inclosa en l'Inventari del Patrimoni Arquitectònic de Catalunya.

## Descripció
És una església d'una sola nau i absis. De l'obra original resta el mur sud amb porta i finestra i la base de l'absis en forma d'arc de ferradura. Els murs són gruixuts i a l'interior les parets són de pedra sense recobrir, també hi ha a l'interior una finestra tapada per la restauració que és de doble esqueixada. A l'exterior es poden veure diferents tipus d'aparell emprats. A la façana nova s'ha utilitzat l'opus spicatum. Té un campanar d'espadanya. Damunt la porta d'entrada hi ha una làpida que fa memòria de la restauració del segle xviii.

## Història
La “Fonte Calciata” és citada al testimonial de l'1 de gener de 991 (ó 992) de les possessions de Sant Pere de les Puel·les de Barcelona.
La capella formava part d'un mas del qual consta documentació des del 1002. Se sap que les masies i les seves terres formaven part del monestir des de l'any 986 en que l'abat Ot comprà terres, cases,... situats al lloc anomenat Fonte Calciata. Més tard formava també part de les propietats eclesiàstiques del monestir de Sant Cugat del Vallès segons la Butlla de Calixte II (1120).